# Равиньян, Ксавье
Ксавье де Равиньян (фр. Xavier de Ravignan, полное имя Гюстав-Ксавье-де Лакруа де Равиньян; 1 декабря 1795 года, Байонна — 26 февраля 1858 года, Париж) — французский священник ордена иезуитов, религиозный писатель, известный проповедник, апологет деятельности иезуитов.
Родился в 1795 году в Байонне в знатной дворянской семье. Изучал право в Париже, однако отказался от карьеры юриста и в 1822 году поступил в иезуитскую семинарию и в новициат этого ордена, изучал философию и богословие. 25 июля 1828 года рукоположен в священники. Служил в ряде городов Франции вплоть до 1837 года, когда после отъезда из Парижа знаменитого проповедника из ордена доминиканцев Анри де Лакордера ему был предложен почётный пост проповедника в соборе Парижской Богоматери. В 1838 году Равиньян принёс торжественные обеты в Обществе Иисуса. Служил проповедником в Нотр-Дам-де-Пари вплоть до 1846 года, завоевал, благодаря своему красноречию, большую популярность. «Проповеди его, блестящие в диалектическом отношении, действовали больше на ум, чем на чувство».
В 1846 году по причине ухудшения здоровья оставил пост проповедника, в 1850—1851 году он на некоторое время вернулся к проповедям в соборе Нотр-Дам, но затем оставил эту деятельность окончательно. Выступал с проповедями и ораторскими выступлениями в защиту ордена иезуитов в других городах Франции, а также Риме и Лондоне. Выступал последовательным противником политики Луи-Филиппа направленной на секуляризацию ордена иезуитов во Франции.
Равиньян пользовался большим уважением в среде русских католиков Парижа, он был духовным покровителем католического кружка при салоне Софьи Свечиной. Равиньян был свидетелем при переходе в католичество князя И. С. Гагарина и графа Г. П. Шувалова.
Автор двух работ — первая, «О существовании и устройстве ордена иезуитов», носила апологетический характер. Равиньян выпустил её в 1844 году в ответ на нападки на иезуитов либеральной критики, в первую очередь, работа стала ответом на ожесточённый антииезуитский пафлет «Des Jésuites» Ж. Мишле и Э. Кинэ. Вторым трудом стало историческое исследование «Климент XIII и Климент XIV» (1854 год), в котором Равиньян провёл сравнение политики этих двух римских пап по отношению к ордену иезуитов.